# Angiolillo Arcuccio
Angelo Arcuccio, o Angelillo Arcuccio, o ancora Angiolillo Arcuccio (Napoli, tra il 1440 ed il 1450 – Napoli, 1492), è stato un pittore e miniatore italiano.

## Biografia
Autore di numerose pale d'altare, databili tra gli anni Cinquanta e gli Ottanta del Quattrocento. Nessun documento edito è collegabile alle opere note. La prima testimonianza risale al 1464 e tra il 1467 e il 1472 risulta attivo a Castelnuovo come artista di corte. L'ultimo documento che lo menziona in vita è del 1492. Il Martirio di San Sebastiano, nel Museo Diocesano di Aversa-sezione Seminario Vescovile, era un tempo unito alla tavola con la Madonna in trono con angeli (anche detta Madonna della Misericordia o Madonna della Melagrana) sull'altare di San Sebastiano nel Duomo di Aversa, ed è l'unica opera firmata giunta fino a noi; la data che si legge ai piedi del Santo è 1468. La formazione del pittore avvenne presso Colantonio, in piena età alfonsina, quando la capitale recepiva il linguaggio di Jacomart Baço che si fuse con agevolezza agli aneliti flandro-borgognoni e fiamminghi che si respiravano a corte. Aggiornatosi sulla cultura prospettica di Antonello da Messina, che certamente conobbe negli anni della formazione del messinese presso Colantonio, Angelo Arcuccio seppe rinnovarsi a contatto con le opere di Francesco Pagano e del Maestro del Polittico di San Severino, completando il suo linguaggio con suggestioni prossime a Riccardo Quartararo. Di particolare pregio e interesse sono i manoscritti miniati. Degna di nota nella sua produzione è una personale interpretazione del San Girolamo nello studio di Colantonio (ubicazione ignota). Opere suggestive sono il Polittico di San Domenico Maggiore, la preziosa Annunciazione di Sant'Agata de' Goti, la Annunciazione di Giugliano, il Polittico di Santa Maria La Nova e le tavole con la Natività e la Resurrezione al Museo di San Martino a Napoli.